# Pseudomyrina donatana
Pseudomyrina donatana är en fjärilsart som beskrevs av De Nicéville 1889. Pseudomyrina donatana ingår i släktet Pseudomyrina och familjen juvelvingar. Inga underarter finns listade.